# الک سیتی (کانزاس)
الک سیتی (به انگلیسی: Elk City) شهری در ایالت کانزاس کشور ایالات متحده آمریکا است که جمعیت آن در سرشماری سال ۲۰۱۰ میلادی، ۳۲۵ نفر بوده‌است.